# Megalomyrmex
Megalomyrmex é um género de insecto da família Formicidae.
Este género contém as seguintes espécies:
- Megalomyrmex symmetochus